# Nguyễn Đình Dương
Nguyễn Đình Dương (1844-1886) là một nhà khoa bảng Việt Nam. Quê ông là thôn Thư Trai, xã Lạc Nghiệp, tổng Lạc Trị, huyện Thạch Thất, phủ Quốc Oai, tỉnh Sơn Tây (nay là thị trấn Phúc Thọ, huyện Phúc Thọ, thành phố Hà Nội). Nguyễn Đình Dương là Cử nhân (tức Hương cống) năm Canh Ngọ 1870, niên hiệu Tự Đức thứ 23 và làm Hậu bổ tỉnh Bắc Ninh. Sau khi thi đỗ Hoàng giáp vào năm 1880, ông làm Án sát Hưng Hoá, Biện lý Hộ bộ, Bố chánh Quảng Bình. Khi nghĩa quân Cần Vương tấn công Quảng Bình, ông bị chết tại trận.